# Aleksander Burhardt
Aleksander Burhardt (ur. 25 sierpnia 1885 w Kiejdanach, zm. 29 sierpnia 1976) – polski prawnik, adwokat, sędzia, radny Wilna, działacz społeczny i narodowy.

## Życiorys
Ukończył gimnazjum w Wilnie i Wydział Prawny Uniwersytetu Petersburskiego. Następnie studiował filologię na Uniwersytecie Jana Kazimierza we Lwowie i ponownie prawo na Uniwersytecie w Dorpacie. W czasie studiów należał do kółek samokształceniowych oraz do Bratniej Pomocy. W Dorpacie był czynnym członkiem Konwentu Polonia. Następnie został członkiem Wileńskiego Koła Filistrów tej korporacji akademickiej. W 1912 był członkiem rzeczywistym Towarzystwa Rolniczego Kowieńskiego. Należał do Polskiej Organizacji Wojskowej. 
Po ukończeniu studiów pracował jako adwokat w Wilnie. W maju 1919 został wybrany sędzią śledczym. W listopadzie 1919 był urzędnikiem przy Urzędzie Okręgowym w Wilnie. Podczas wyborów w 1922 był przewodniczącym komisji wyborczej w obwodzie nr 7 w Wilnie. W 1924 został wybrany sędzią Sądu Rozjemczego w Wilnie. Był członkiem zarządu i wiceprezesem patronatu więziennego. Należał także do Polskiej Macierzy Szkolnej Ziem Wschodnich, gdzie był członkiem i sekretarzem Rady Nadzorczej. Pełnił funkcję sekretarza Towarzystwa Przyjaciół Nauk w Wilnie. Był także członkiem zarządu Polskiego Towarzystwa Gimnastycznego „Sokół”. W 1927 kandydował do Rady Miasta Wilna z listy nr 14 (Polski Centralny Komitet Wyborczy). Był kierownikiem grupy prawników w ramach wileńskiego Obozu Wielkiej Polski. W 1931 został wybrany do Rady Adwokackiej, natomiast rok później został zastępcą członka Izby Adwokackiej Wileńskiej. W 1934 został wybrany do Rady Miasta Wilna z listy nr 2 (Narodowy Komitet Wyborczy) w okręgu nr 2. Zrezygnował z mandatu w czerwcu 1936. 

## Rodzina
Był synem Michała Innocentego Burhardta (1838-1907), lekarza, i Antoniny Bogumiły z Medekszów (1863-1933). Jego siostrą była Janina Burhardt (1883-1924), działaczka niepodległościowa. Miał brata Mieczysława (1887-1963), komandora porucznika MW i Stefana (1899-1991), bibliotekarza. 10 czerwca 1910 w kościele św. Jana w Wilnie ożenił się z Janiną z Węsławskich (ur. 1887), działaczką społeczną i narodową. Mieli razem dwóch synów: Michała Witolda (1912-1989), żołnierza ZWZ i AK, Witolda (1914-1936), podporucznika artylerii, oraz dwie córki: Halinę Janinę po mężu Mikułowską (1917-1998), etnografkę i muzealniczkę, oraz Krystynę po mężu Mickiewicz (ur. 1921).